# Bahnhof Dornbirn
Der Bahnhof Dornbirn ist der Bahnhof der österreichischen Stadt Dornbirn im Bundesland Vorarlberg. Er liegt an der Bahnstrecke Lindau–Bludenz und wird von Fern- und Regionalzügen der Österreichischen Bundesbahnen (ÖBB) bedient. Der Bahnhof ist eine von vier Bahnstationen in Dornbirn sowie eine der wichtigsten der S-Bahn Vorarlberg mit Umsteigefunktion für den regionalen und kommunalen Busverkehr im Vorarlberger Unterland sowie in den Bregenzerwald.

## Geschichte
Der Dornbirner Bahnhof wurde am 1. Juli 1872 von der privaten Vorarlberger Bahn in Betrieb genommen. Das ursprüngliche Aufnahmsgebäude ist heute nicht mehr zu erkennen, bildet in seiner Bausubstanz aber nach wie vor das Erdgeschoß des Aufnahmsgebäudes. Zwar besuchte schon von 7. bis 9. August 1881 Kaiser Franz Joseph I. die Stadt Dornbirn, um das erste Telefon der k.u.k. Monarchie in Betrieb zu nehmen und kam dabei am Bahnhof Dornbirn an, allerdings war zu diesem Zeitpunkt noch kein durchgängiger Bahnverkehr in die anderen österreichischen Bundesländer möglich, da der Arlbergtunnel erst drei Jahre später, im Jahr 1884, fertiggestellt wurde. Ab dem Zeitpunkt der Eröffnung des Arlbergtunnels am 21. September 1884 gab es auch tägliche Fernverkehrszüge Richtung Innsbruck und Wien. Von 1902 bis zu ihrer Einstellung im Jahr 1938 verkehrte auch die Elektrische Bahn Dornbirn–Lustenau, eine Straßenbahn zwischen den beiden namensgebenden Gemeinden, vom Bahnhofsvorplatz aus.

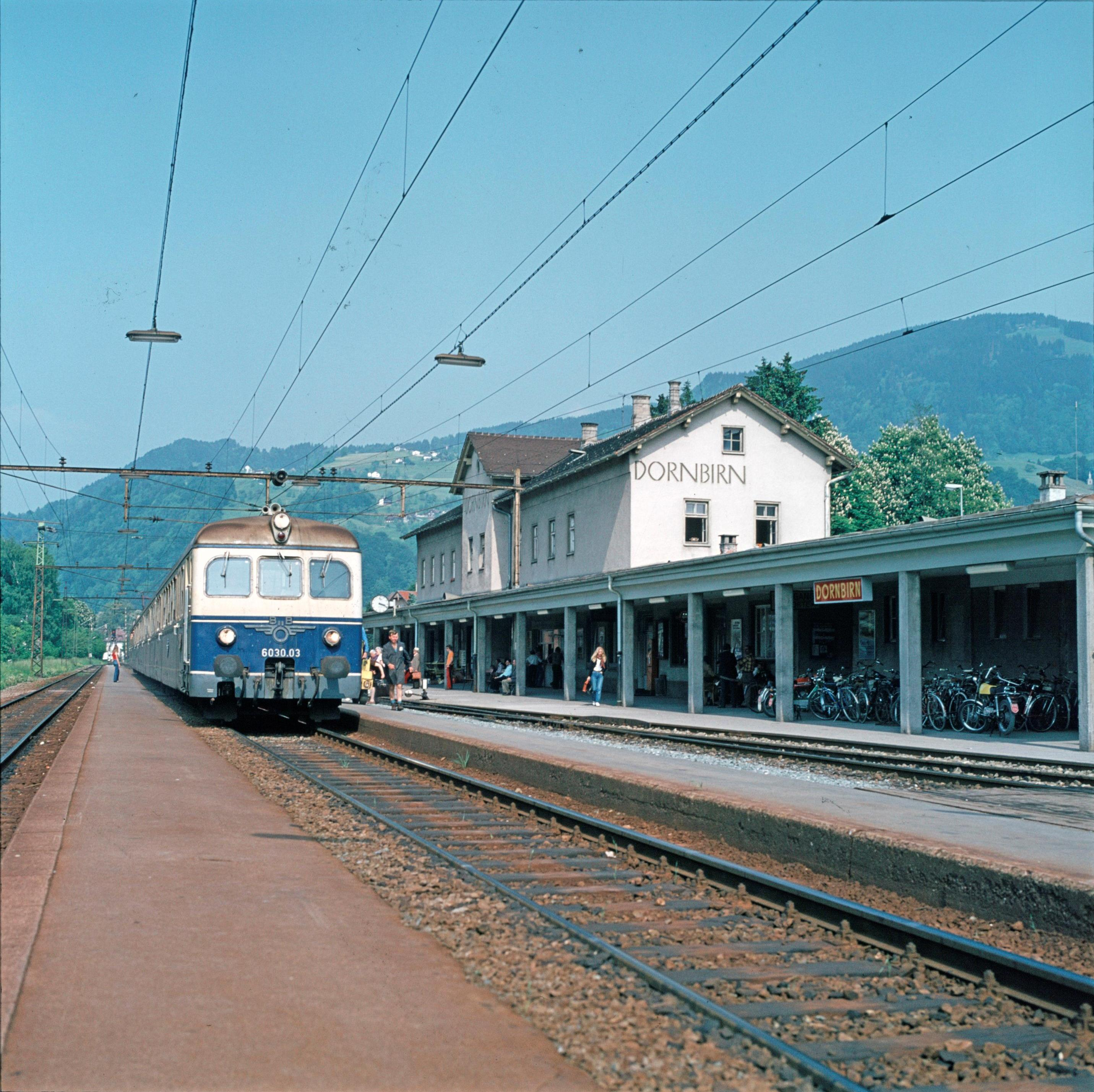
Blick auf den Dornbirner Bahnhof im Jahr 1975

Um die Jahrhundertwende kam es erstmals zu einem Umbau am Bahnhof Dornbirn, wobei Zubauten für den Güterverkehr sowie eine Aufstockung des Aufnahmsgebäudes entstanden. Der nunmehr zweigeschoßige Bau entsprach bereits der heutigen Kubatur des Aufnahmsgebäudes am Dornbirner Bahnhof. In den 1920er-Jahren folgte die durchgängige Elektrifizierung der gesamten Bahnstrecke und damit auch des Bahnhofs Dornbirn. Erstmals generalsaniert wurde der Bahnhof im Jahr 1955, als er nach damaliger Vorstellung „messetauglich“, also repräsentativ und organisatorisch auf die Besucherströme der Dornbirner Messe abgestimmt, gemacht werden sollte. 1965 wurden die Gleisanlagen auf der Ostseite verlängert und Anschlüsse für angrenzende Unternehmen im Bereich des Bahnhofs geschaffen sowie die Sicherungsanlagen modernisiert.
Seine jüngste und nachhaltigste Veränderung erfuhr das Bahnhofsgelände im Zuge der Modernisierung im Vorfeld der Weltgymnaestrada 2007, für die Dornbirn als Austragungsort fungierte. Dabei wurde das Bestandsgebäude generalsaniert, die Unterführung und sämtliche Bahnsteige modernisiert und dem aktuellen Bahnhofsdesign der ÖBB angepasst sowie ein direkt am Hausbahnsteig gelegener Supermarkt, Fahrradabstellplätze und ein Übergang zum ebenfalls neugestalteten Busbahnhof direkt vor dem Aufnahmsgebäude errichtet. Das Aufnahmsgebäude wurde in „ÖBB-Rot“ gestrichen. Zwei zusätzliche neue Unterführungen wurden dabei im nordöstlichen Teil des Bahnhofs gebaut, wobei eine davon den direkten Bahnsteigzugang von der nördlichen Bahnhofsseite ermöglichen sollte. Der Umbau, der von August 2005 bis Juni 2007 dauerte, kostete 28 Millionen Euro und war damit eine der größten Infrastrukturinvestitionen im Schienenbereich in Vorarlberg in diesen Jahren. Im Jahr 2013 wurde der Bahnhof daraufhin im Rahmen des Bahntests des Verkehrsclub Österreich bereits das sechste Jahr in Folge zum schönsten Bahnhof in Vorarlberg gewählt.

## Lage und Umgebung

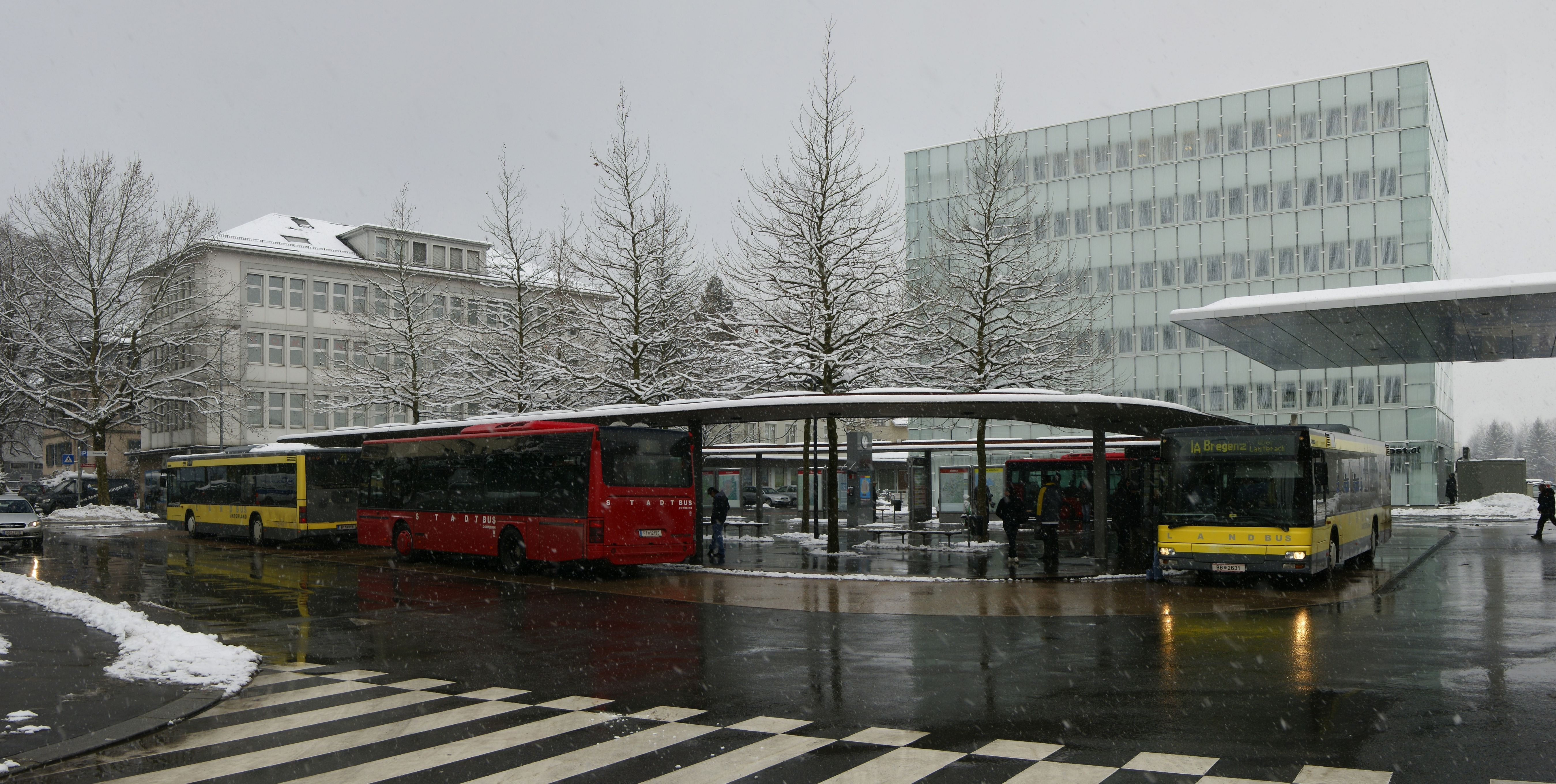
Blick auf Busbahnhof und Posthochhaus am Bahnhofsvorplatz

Der Bahnhof Dornbirn befindet sich am Rande der Innenstadt und trennt den dichtbesiedelten innenstädtischen Kern des Stadtbezirks Markt im Süden vom Wohnbezirk Rohrbach im Norden. Der Bahnhof selbst und die Bahnstrecke befinden sich damit exakt auf der Bezirksgrenze. Der Hauptausgang des Bahnhofs sowie das zentrale Aufnahmsgebäude und sämtliche Parkplätze befinden sich jedoch auf der südlichen, innerstädtischen Seite des Bahnhofs. Einen direkten, überdachten Zugang gibt es von der Bahnsteigunterführung zum vor dem Aufnahmsgebäude gelegenen zentralen Busbahnhof der Stadt. Von hier unmittelbar an den Bahnhof angrenzend befindet sich neben einem Sutterlüty-Supermarkt auch das Posthochhaus, in dem sich die Dornbirner Stadtzentrale der Österreichischen Post befindet. Nordöstlich an das Aufnahmsgebäude anschließend wurde mit dem letzten Umbau eine zweistöckige Fahrradgarage errichtet, wo sich sowohl öffentliche Abstellplätze als auch verschließbare Abstellboxen für Fahrräder befinden. Vom Bahnhof aus führt in südlicher Richtung die Bahnhofstraße in Richtung Stadtzentrum, in nordöstlicher Richtung verläuft die Dr.-Anton-Schneider-Straße entlang den Bahngleisen.
Im Aufnahmsgebäude befinden sich ein Warteraum für die Reisenden, eine Bäckerei-Filiale sowie ein Mobilitätszentrum des Verkehrsverbunds Vorarlberg. In diesem Mobilitätszentrum sind die Ticketverkaufs- und Anlaufstellen für die ÖBB und die Buslinien konzentriert.
Da der Bahnhof und sein Umfeld seit vielen Jahren als sozialer Problembrennpunkt, wo es immer wieder Beschwerden und Übergriffe gab, gelten, wurde ein ohnehin benötigtes, neues Dienstgebäude für die Bundespolizei auf einem Grundstück südwestlich des Bahnhofsvorplatzes, unmittelbar an Bahnsteig 1, errichtet und im März 2021 bezogen. Die Polizeiinspektion Dornbirn sowie das Bezirkspolizeikommando sind darin untergebracht. Nach mehreren schweren Zwischenfällen in den Jahren 2024 und 2025 erklärte die Bezirkshauptmannschaft Dornbirn per Verordnung mit 19. Februar 2025 zunächst auf drei Monate befristet ein weites Areal um den Dornbirner Bahnhof zur Waffenverbotszone, innerhalb derer das Tragen von Waffen aller Art – mit Ausnahme von Pfeffersprays zur Selbstverteidigung – verboten ist. Bereits seit 2003 besteht zudem am Bahnhof sowie am Busbahnhof und dem Vorplatz ein in den letzten Jahren kontinuierlich ausgeweitetes Verbot des Alkoholkonsums in der Öffentlichkeit aufgrund einer ortspolizeilichen Verordnung der Stadt Dornbirn.

## Verkehr
Aufgrund seiner hohen Fahrgastfrequenz als Bahnhof der größten Stadt Vorarlbergs wird Dornbirn, außer von der Linie S1 der S-Bahn Vorarlberg, auch von Regionalexpress-, InterCityExpress-, Railjet- und Nightjet-Zügen sowie von Zügen der Westbahn bedient. Die Railjets verkehren sechsmal täglich von Bregenz über Dornbirn und Wien Hauptbahnhof bis Bahnhof Flughafen Wien.
| Zuggattung/Linie | Verlauf | Takt                                                    |
| ---------------- | --- | ------------------------------------------------------- |
| ICE 32           | (Dortmund → Hagen → Wuppertal → Solingen) / (Münster ← Recklinghausen ← Wanne-Eickel ← Gelsenkirchen ← Duisburg ← Düsseldorf) – Köln Messe/Deutz – Siegburg/Bonn – Montabaur – Wiesbaden – Mainz – Mannheim – Heidelberg – Stuttgart – Ulm – Biberach – Ravensburg – Friedrichshafen – Lindau-Reutin – Bregenz – (Riedenburg ←) Dornbirn – (Hohenems ← Rankweil ←) Feldkirch – Bludenz – Langen – St. Anton – Landeck-Zams – Ötztal – Innsbruck | Ein Zugpaar (ICE 118/119) täglich                       |
| Railjet          | (Flughafen Wien –) Wien – Wien Meidling – St. Pölten – Linz – Salzburg – Wörgl – Jenbach – Innsbruck – Imst-Pitztal – Landeck-Zams – Langen am Arlberg – Bludenz – Feldkirch – Dornbirn – Bregenz (– Frankfurt Hauptbahnhof) | 120 Minuten                                             |
| ÖBB Nightjet     | Wien – Wien Meidling – St. Pölten – Amstetten – (St. Valentin –) Linz – Wels – Attnang-Puchheim – Vöcklabruck – Salzburg – Innsbruck – Ötztal – Imst-Pitztal – Landeck-Zams – St. Anton am Arlberg – Langen am Arlberg – Bludenz – Feldkirch – Rankweil – Götzis – Hohenems – Dornbirn – Bregenz | Ein Zugpaar täglich                                     |
| Westbahn         | Wien Westbahnhof – Wien Hütteldorf – St. Pölten – Amstetten – Linz – Wels – Attnang-Puchheim – Vöcklabruck – Salzburg – Kufstein – Wörgl – Jenbach – Innsbruck Hauptbahnhof – Innsbruck Westbahnhof – Imst-Pitztal – Landeck-Zams – St. Anton am Arlberg – Bludenz – Frastanz – Feldkirch – Rankweil – Götzis – Altach – Hohenems – Dornbirn – Riedenburg – Bregenz (– Lindau-Reutin – Lindau-Insel)                                            | Zwei Zugpaare täglich                                   |
| REX 1            | Lindau-Insel – Lindau-Reutin – Lochau-Hörbranz – Bregenz Hafen – Bregenz – Riedenburg – Dornbirn – Hohenems – Götzis – Rankweil – Feldkirch – Frastanz – Nenzing – Bludenz | 30 Minuten (außer bei Überschneidung mit einem Railjet) |
| S 1 R 1          | (Lindau-Insel – Lindau-Reutin – Lochau-Hörbranz –) Bregenz Hafen – Bregenz – Riedenburg – Lauterach – Wolfurt – Schwarzach – Haselstauden – Dornbirn – Dornbirn-Schoren – Hatlerdorf – Hohenems – Altach – Götzis – Klaus in Vorarlberg – Sulz-Röthis – Rankweil – Feldkirch Amberg – Feldkirch – Frastanz – Schlins-Beschling – Nenzing – Ludesch – Nüziders – Bludenz                                                                         | 30 Minuten (an Wochenendnächten 60 Minuten)             |
| R 5              | St. Margrethen – Lustenau – Lauterach – Wolfurt – Schwarzach – Haselstauden – Dornbirn (– Dornbirn-Schoren – Hohenems – Götzis – Klaus in Vorarlberg – Rankweil – Feldkirch) | einzelne Zugpaare                                       |

Stand: Dezember 2024
Vom Busbahnhof auf dem Bahnhofsvorplatz aus fahren die Busse des Stadtbus Dornbirn, Regionalbusse des Landbus Unterland und des Landbus Bregenzerwald sowie Fern- und Reisebusse ab:
| Linie (ab Dez. 2022) | Linie (bis Nov. 2022) | nach                                                                                               | Abfahrtskante  |
| -------------------- | --------------------- | -------------------------------------------------------------------------------------------------- | -------------- |
| 201                  | 1                     | Bahnhof Schoren – Messequartier                                                                    | Ost            |
| 202                  | 2                     | Mühlebach – Pfarrheim Wallenmahd                                                                   | Ost            |
| 203                  | 3                     | Hatlerdorf Bahnhof – Pfarrheim Wallenmahd                                                          | Ost            |
| 204                  | 4                     | Forach – Wieden – Am Stiglbach                                                                     | West           |
| 205                  | 5                     | Kirche Rohrbach – Am Eisweiher / Messequartier                                                     | Ost            |
| 206                  | 6                     | Im Porst – Am Eisweiher                                                                            | Süd            |
| 207                  | 7                     | Inatura – Sägerbrücke (– Waldbad Enz)                                                              | Süd            |
| 208                  | 8                     | Am Stiglbach                                                                                       | C              |
| 209                  | 9                     | Kehlegg                                                                                            | Arbeiterkammer |
| 210                  | 10                    | Oberdorf – Hatler Kirche – Schoren – Messequartier                                                 | Arbeiterkammer |
| 212                  | 12                    | Kastenlangen                                                                                       | Post           |
| 130                  | 11                    | Lauterach – Hard – Bregenz                                                                         | A              |
| 131                  | 13                    | Wolfurt – Kennelbach – Bregenz                                                                     | A              |
| 150                  | 21                    | Schwarzach – Wolfurt – Lauterach – Bregenz                                                         | A              |
| 151                  | 20                    | Schwarzach – Wolfurt – Bregenz                                                                     | A              |
| 160                  | 50                    | Lustenau – Höchst – Gaißau                                                                         | A              |
| 161                  | 52                    | Lustenau                                                                                           | A              |
| 163                  | 52a                   | Lustenau – Höchst                                                                                  | West           |
| 176                  | 46                    | Ebnit                                                                                              | Post           |
| 177                  | 47                    | Gütle                                                                                              | West           |
| 180                  | 23                    | Hohenems – Götzis                                                                                  | B              |
| 181                  | 22                    | Hohenems – Altach – Mäder – Koblach                                                                | B              |
| 351                  | 351                   | Lustenau – Widnau (CH) – Heerbrugg (CH)                                                            | Post           |
| 850                  | 40                    | Egg – Andelsbuch – Bezau – Schoppernau                                                             | West           |
| 860                  | 41                    | Alberschwende – Lingenau – Hittisau – Sibratsgfäll                                                 | West           |
| 870                  | 38                    | Bödele – Schwarzenberg – Bersbuch                                                                  | B              |
| \|                   | \|                    | Bregenz – Lindau – München – Regensburg – Weiden in der Oberpfalz – Hof (Saale) – Leipzig – Berlin | D              |

(Stand: Oktober 2022)